# Aguntum
Aguntum est un site archéologique correspondant au municipe romain de Claudium Aguntum, situé sur le territoire de la commune de Dölsach, dans le land du Tyrol, en Autriche.

## Historique
L’origine de la ville n’est pas clairement établie, mais il est possible qu’elle ait été initialement une mansio en bordure de la Via Julia Augusta II. Sous le règne de l’empereur Claude, l’établissement est élevé au rang de municipe, sous le nom de « Municipium Claudium Aguntum ». Cette promotion s’accompagne de la construction d’une enceinte et de grands thermes.
La ville commence à se dépeupler au IIIe siècle en raison de l’insécurité, qui amène les habitants à lui préférer le site plus facilement défendable de Lavant. Elle reste toutefois occupée au moins jusqu’au Ve siècle, mais est détruite au plus tard au début du VIIe siècle, lorsque les Slaves envahissent la région à la suite de la bataille d’Aguntum.
Le site a commencé à être exploré au XVIIIe siècle et fait toujours l’objet de fouilles archéologiques régulières dans les années 2020.